# Толокунська Рудня
Толокунська Рудня  — колишнє село у Димерському районі Київської області. Було відселене при створенні Київського водосховища.

## З історії
За даними праці «Уезды Киевский и Радомысльский» Лаврентія Похилевича (1887), «Толокунська Рудня, утворилася на місці Рудні, яка існувала ще за володіння цими місцями ченців, або плавильні для роздроблення та виробки заліза з болотяної руди, залишки якої зрідка трапляються і тепер на поверхні численних боліт. Виділка заліза у цих місцях давно припинилась; ліси більшою частиною вирубані, а при Рудні цілковито; і пісок оголених рівнин безперешкодно розноситься на шкоду довколишніх полів. Давня Рудня існувала на правій стороні струмка Жидок, одразу за наявним ставком і млином, біля кладовища; а село, що утворилося, розкинулася на лівій стороні струмка у віддалі від с. Толокуна на 3 версти. Жителів обох статей православних 194, євреїв 4, але ревізьких 49... Зараховується до маєтностей Іскр; а нині належить Василю Антонову Брощинському. Землвевласницької землі ». Входило до складу Горностайпільської волості Радомисльського повіту.
За даними довідника «Список населенных мест Киевской губернии» (1900), «Село Рудня-Толокунська (власницьке). У ньому дворів 16, жителів обох статей - 376 осіб, із них чоловіків 190 і жінок - 186. Головне заняття жителів - хліборобство; окрім того населення займається грабарними роботами і сплавом лісу. Відстань від повітового міста до села - 122 версти, від найближчих: залізничної станції - 55 верст, пароплавної - 10 верст, телеграфної (поштової) і поштової (земської) - 11 верст. Залізнична станція носить назву Київ, пароплавна - Глібівка. Телеграфна станція, поштова (казенна) і поштова-земська станції знаходяться у м. Димер. Село належить Михайлові Кузьмину Жолтову. Господарство веде сам поміщик за шестипільною системою, як і селяни. У селі є 1 водяний млин.
1919 року село у складі волості увійшло до складу нового Чорнобильського повіту. З 1923 року входило до Димерського району, до складу Толокунської сільської ради. 1926 року налічувалося 93 двори, мешкало 422 особи.
10 серпня 1954 р. був виданий Указ Президії Верховної Ради УРСР «Про укрупнення сільських рад депутатів трудящих в Київській області», відповідно до якого Толокунська та Ясногородська сільські ради — об'єднано у Ясногородську сільраду з центром у селі Ясногородка. 19 березня 1960 р. прийнято рішення виконавчого комітету Київської обласної ради депутатів трудящих №175 «Про адміністративно-територіальні зміни у Володарському, Димерському, Сквирському і Таращанському районах», відповідно до якого Сичівській сільраді Димерського району підпорядковані села Рудня-Толокунська і Толокунь Ясногородської сільради, а центр Сичівської сільради перенесений в село Толокунь і сільська рада перейменована в Толокунську. 30 грудня 1962 року увійшло до складу Києво-Святошинського району.
20 липня 1970 р. рішенням виконавчого комітету Київської обласної ради депутатів трудящих №501 «Про зміни в адміністративно-територіальному поділі деяких районів області», виключено з облікових даних село Рудня-Толокунська Толокунської сільради Києво-Святошинського району.
Територію колишнього села не затоплено, нині на цьому місці заліснений півострів при впадінні річки Жидок у Київське водосховище.